# ميكا دوي
ميكا دوي (土井美加 دوي ميكا) هي ممثلة يابانية ولدت في 4 أغسطس 1956 في سنداي.

## أدوارها في الأنمي

### مسلسلات أنمي تلفزيونية
- موشيشي - نوي, الراوية
- موشيشي: التتمة - الراوية
- ماكروس - ميسا هاياسي
- ون بيس - كوبي
- شامان كينج - كيكو أساكورا
- هلسينغ - لورا
- نادي مضيفي ثانوية أوران - كوتوكو فوجيوكا
- كاشرن سينز - هولتر
- روروني كينشين - تاكاني ميغومي
- نيون جينيسيس إيفانجيليون - ناوكو أكاغي
- فوشيغي يوغي - سوبارو
- كاوبوي بيباب - أليسا
- سيلور مون - الملكة سيرينيتي

### أوفا أنمي
- الأسطورة المقدسة -ريغفيدا- - كويو

## أدوارها في ألعاب الفيديو
- تيلز أوف إكسيليا - إيلين ماثيس
- سلسلة كينجدوم هارتس
  - كينجدوم هارتس - بطوطة, أليس
  - كينجدوم هارتس 2 - بطوطة

## أدوارها في الدبلجة اليابانية
- 24 - تيري باور
- شلة بط - بطوطة

## وصلات خارجية
- ميكا دوي على موقع IMDb (الإنجليزية)
- ميكا دوي على موقع ميوزك برينز (الإنجليزية)
- ميكا دوي على موقع ديسكوغز (الإنجليزية)
- ميكا دوي على موقع قاعدة بيانات الفيلم (الإنجليزية)
- ميكا دوي على موقع ANN person (الإنجليزية)